# The New Age Outlaws
The New Age Outlaws es un equipo en pareja de lucha libre profesional, actualmente sólo uno de sus miembros, el Road Dogg sigue bajo roles creativos con la empresa de lucha libre profesional WWE, Mientras que Billy Gunn, actualmente se encuentra bajo contrato con la empresa de lucha libre profesional AEW Dentro de sus logros, ha sido Campeones en Parejas de la WWF en cinco ocasiones y una vez Campeones en Parejas de la WWE.
Ambos debutaron como pareja en la World Wrestling Federation (WWF) bajo los nombres de "Road Dogg" Jesse James y "Badd Ass" Billy Gunn, donde el dúo logró gran éxito y se hizo muy popular a fines de 1990 como miembros de la segunda generación del famoso dúo D-Generation X. La WWE ha descrito a James y a Gunn como "el dúo más popular de la Attitude Era de la WWE". En el mismo período, los New Age Outlaws tuvieron el tercer puesto en ventas de mercancías más altos de la WWF, después de Stone Cold Steve Austin y The Rock. Luego de abandonar la WWF, el equipo comenzó a trabajar en varias promociones, en especial, una de ellas la Total Nonstop Action Wrestling, bajo los nombres B.G. James y Kip James. El nombre del equipo fue James Gang que luego fue Voodoo Kin Mafia, este último nombre siendo un juego de iniciales con las de su antiguo jefe de la WWF Vince Kennedy McMahon (VKM). The New Age Outlaws tienen la distinción de haber ganado campeonatos en parejas dentro de WWE en tres décadas, en las décadas de 1990, 2000 y 2010.

## Historia

### World Wrestling Federation

#### Formación (1997)
En 1997, en un episodio de Shotgun Saturday Night. Billy Gunn y Road Dogg, entonces conocidos como Rock-a-Billy y "The Real Doble J" Jesse James respectivamente, lucharon esa noche para terminar su rivalidad y se unieron formando un equipo.
Posteriormente, en una edición del Monday Night Raw, Jesse James salió del ring luego de que Rock-A-Billy perdiera una lucha, James le planteó a Billy que traicionara a su mánager The Honky Tonk Man e hiciera equipo con él. Rock-A-Billy respondió rompiéndole la cabeza a The Honky Tonk Man con su misma guitarra. Luego de la traición, Rock-A-Billy se cambió el nombre a "Badd Ass" Billy Gunn y Jesse James a The Road Dogg. El equipo hizo un impacto inmediato en la WWF con ataques certeros contra los demás equipos de la WWF. En ese entonces aún no tenían un tema de entrada y salían al ring solo con el tema de The Road Dogg. Aparte de interferir en las luchas ajenas, ganaban sus propias luchas tras golpear al oponente con armas no permitidas, desnudar el turnbuckle y realizar golpes en área indebidas. A través de su actitud, carisma y de sus travesuras, comenzaron a hacerse populares con el público como un equipo heel.

#### Campeones en parejas y D-Generation X (1997–1998)

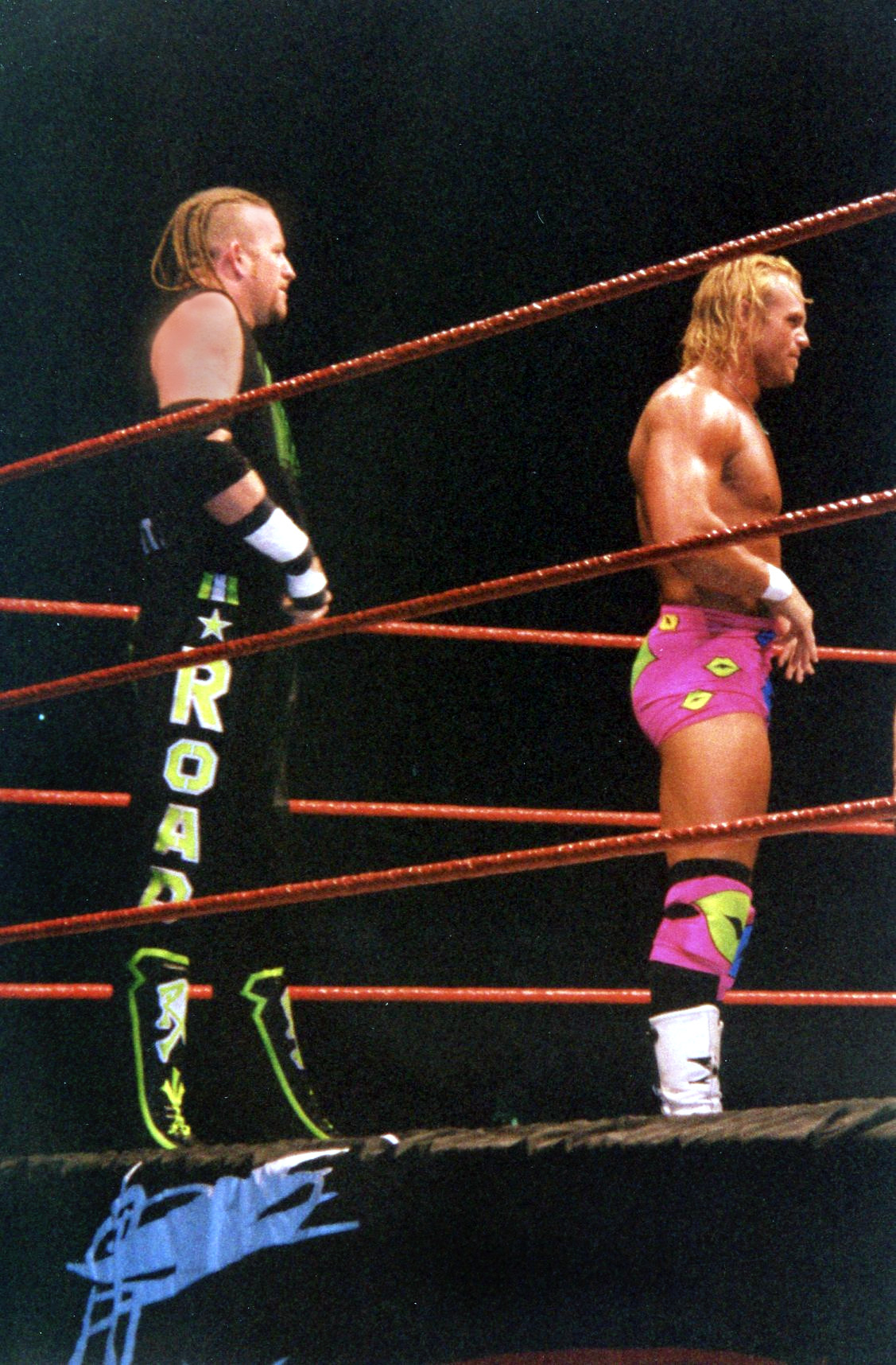
The New Age Outlaws

Road Dogg y Billy Gunn derrotaron a The Legion of Doom por el Campeonato Mundial en Parejas de la WWF en noviembre de 1997. Esto marcó el cuarto reinado de Billy Gunn y el primero de Road Dogg. No sólo ganaron los títulos esa noche, sino que también consiguieron el apodo de "Outlaws" ("Forajidos") cuando "robaron" la victoria y luego corrieron hacia un coche que les estaba esperando, lo que provocó que el locutor de Raw Jim Ross los comparara con forajidos que huyen de un robo. El nombre quedó y The New Age Outlaws rápidamente se convirtieron en uno de los equipos más odiados de la WWF. Durante su feudo con LOD, los Outlaws se unieron con Triple H y Shawn Michaels, conocidos como D-Generation X. Juntos atacaron a los LOD en un episodio de Monday Night Raw, le afeitaron la cabeza a  Road Warrior Hawk y estrellaron a Road Warrior Animal en la mesa de comentaristas.
Poco antes del Royal Rumble de 1998, The New Age Outlaws comenzaron una rivalidad con Mick Foley, en el primer combate Foley luchó como Dude Love, luego como Mankind y finalmente como Cactus Jack. Cuando se hizo evidente de que Foley necesitaba ayuda con los Outlaws, Foley trajo a Chainsaw Charlie como refuerzo. A raíz de una descalificación en Royal Rumble, The New Age Outlaws fueron confrontados por D-Generation X, quienes les dijeron que debían empezar a ser más controversiales. En respuesta a esto, los Outlaws atacaron a Cactus Jack y a Chainsaw Charlie metiéndolos en un contenedor de basura y arrojándolos por la rampa de entrada. Los Outlaws inicialmente parecían preocupados, pero finalmente atacaron a sus rivales heridos, en lo que Foley describiría más tarde como "uno de los ejemplos más divertidos de juego sucio". En WrestleMania XIV, The New Age Outlaws perdieron los títulos contra Cactus Jack y Chainsaw Charlie en una lucha de contenedores. La noche siguiente en Raw, con la ayuda de Triple H y X -Pac, los Outlaws recuperaron los títulos en un Steel Cage match y oficialmente se unieron a D-Generation X.
La creciente popularidad del "nuevo" DX rápidamente cambió al grupo de heels a tweeners, y tuvieron muchas rivalidades con muchos equipos a lo largo de 1998. Su inmensa popularidad ayudó a la WWF con la guerra de rating contra la World Championship Wrestling en las "Monday Night Wars". Los Outlaws perdieron los títulos contra Kane y Mankind en el verano de 1998, pero lograron recuperar los títulos en SummerSlam en un handicap match después de que Kane no apareciera. A finales de 1998, The Corporation de Vince McMahon trató de tentar a los Outlaws para que se separaran de D-Generation X y que perdieran los títulos y falló, lo que los llevó a perder el Campeonato Mundial en Parejas de la WWF contra los miembros de The Corporation Ken Shamrock y Big Boss Man.

#### Competición individual, reunión y separación (1999–2000)
A principios de 1999, los Outlaws lentamente comenzaron a distanciarse, cada uno buscando su propio oro. Road Dogg ganó tanto con el Campeonato Hardcore y el Campeonato Intercontinental en los primeros meses de 1999, incluyendo una exitosa defensa del Campeonato Intercontinental en Wrestlemania XV, mientras que Billy Gunn también tuvo un breve reinado con el Campeonato Hardcore. En marzo, los Outlaws volvieron a hacer equipo para enfrentarse ante Jeff Jarrett y Owen Hart en Backlash de 1999. En el evento, Billy Gunn traicionó a Road Dogg, dejando D-Generation X y aliándose a Triple H y Chyna cambiándose el nombre a Mr. Ass, lo que dio resultado a una lucha en Over the Edge, lucha que ganó Mr. Ass. Mismo evento donde falleció accidentalmente Owen Hart, luchador con quien se enfrentaron en el evento pasado. Al mes siguiente, Mr. Ass ganó la edición del King of the Ring de 1999.
Mr. Ass, Triple H y Chyna empezaron un feudo contra Road Dogg y X-Pac por los derechos de DX, el cual acabó en Fully Loaded con victoria de X-Pac y Road Dogg. Luego de que ambos continuaran por rumbos distintos, el 21 de septiembre en SmackDown!, los Outlaws harían las paces para luchar contra The Rock 'n' Sock Connection por el Campeonato Mundial en Parejas de la WWF, ganando los títulos por cuarta vez. Esa misma semana en Unforgiven, retuvieron los títulos ante Edge & Christian. En Survivor Series de 1999, los Outlaws retuvieron los títulos ante Al Snow y Mankind. En la edición de Royal Rumble de 2000, los Outlaws retuvieron los títulos ante The Acolytes, donde esa misma noche participaron de la Royal Rumble match, donde Mr. Ass eliminó a su compañero Road Dogg, mientras que Kane eliminó por su parte a Mr. Ass. En No Way Out, los Outlaws perdieron los títulos ante los Dudley Boyz en una lucha en la cual Gunn recibió una seria lesión en el brazo. Gunn pronto fue expulsado de DX después de "perder su calma" e involverse en una pelea con todos los miembros de DX, en realidad esto fue una excusa para que pudiera tener cirugía por su lesión. Road Dogg fue liberado de su contrato con la WWF a principios de 2001 debido a problemas de drogas mientras que Gunn fue liberado de su contrato en 2004 después de diez años con la empresa.

### Total Nonstop Action Wrestling

#### 3Live Kru (2002–2005)
El 18 de septiembre de 2002, "Road Dogg" Jesse James debutó en la Total Nonstop Action Wrestling bajo el nombre de B.G. James. En julio de 2003, formó un stable con Konnan y Ron "The Truth" Killings conocido como 3Live Kru (3LK), el trío pasó a ser un favorito de los fanes. Finalmente, ganaron el Campeonato Mundial en Parejas de la NWA en dos ocasiones, donde defendían los títulos bajo la Freebird Rule. Billy Gunn debutó el 13 de febrero de 2005 en TNA en Against All Odds, interferiendo en el combate por el Campeonato Mundial Peso Pesado de la NWA entre Jeff Jarrett y Kevin Nash. Gunn le dio con una silla en la cabeza a Nash, pero Nash fue capaz de salir del intento de pinfall de Jarrett. Después de que Gunn agarró el cinturón del Campeonato Mundial Peso Pesado de la NWA para golpear a Nash con el mismo, B.G. James corrió hacia el ring y lo quitó lejos de él. Gunn usó entonces el nombre de The New Age Outlaw y se unió a Jarrett y Monty Brown, formando un equipo llamado Planet Jarrett.
B.G. James y The New Age Outlaw (más tarde acortado a sólo The Outlaw) entraron en conflicto una vez más el 24 de abril en Lockdown, cuando Jarrett, The Outlaw y Monty Brown enfrentaron a Diamond Dallas Page, Sean Waltman y B.G. James (quien reemplazó a un lesionado Kevin Nash) en un Lethal Lockdown Match. Page, Waltman y James salieron victoriosos, aunque durante la lucha James y The Outlaw se abstuvieron de pelear entre ellos. A través de octubre y noviembre de 2005, The Outlaw (ahora usando el nombre de Kip James, debido a las amenazas de la WWE que "The Outlaw" sonaba demasiado similar a su nombre registrado de New Age Outlaws) ayudó a 3LK numerosas veces durante su rivalidad contra Team Canada. Aunque obviamente estaba ayudando a su grupo en cada vuelta, Konnan se negó a confiar en Kip.
En el episodio del 26 de noviembre de TNA Impact!, y aunque Konnan tenía sus dudas, 3LK ingresó a Kip en el grupo y retituló el 4LiveKru. En Turning Point, sin embargo, Konnan traicionó al grupo, eventualmente formando su propio grupo, The Latin American Xchange (LAX). Killings también salió del grupo poco después, dejando solamente a Kip y B.G. juntos.

#### The James Gang (2006)

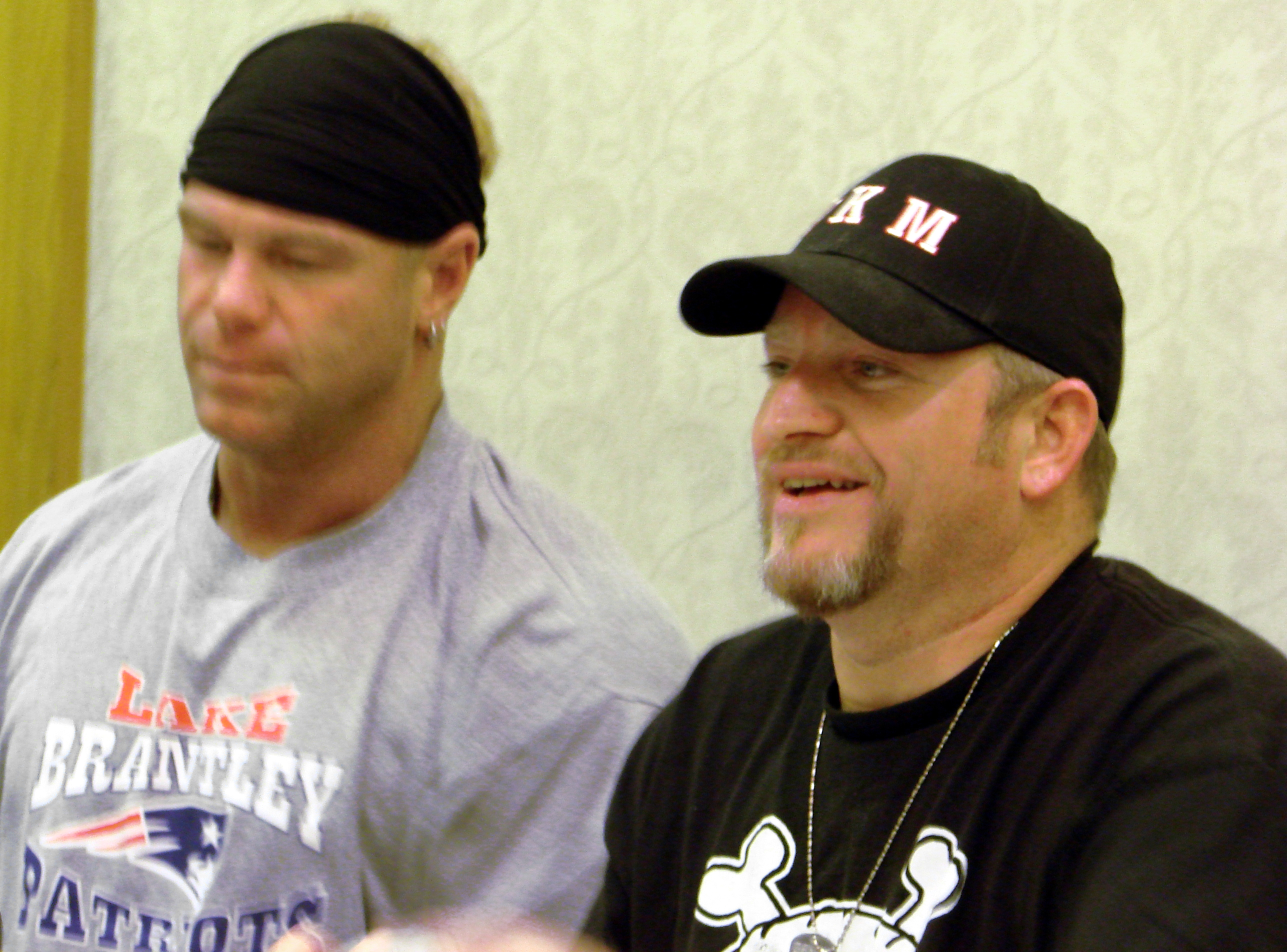
The Voodoo Kin Mafia (Kip, izq., y B.G., derecha) en TNA Lockdown Interaction en 2007.

El 14 de enero de 2006, Kip James y B.G. James se cambiaron el nombre a The James Gang, anunciando que habían reunido fuerzas para hacer frente a Konnan y su nuevo grupo, luego de que estos atacaron a Bob Armstrong (padre en la vida real de Brian Gerard James). La reunión oficial tuvo lugar en Final Resolution, donde vencieron a The Diamonds in the Rough. Su rivalidad con LAX continuó e incluyó varias apariciones más de "Bullet" Bob Armstrong, incluyendo un partido de pulseada entre Konnan y Armstrong, de 67 años de edad.
En mayo de 2006, The James Gang comenzó una rivalidad con Team 3D sobre cuál de ellos era el mejor equipo. The James Gang consiguió una victoria sobre Team 3D en Sacrifice después de que B.G. utilizara un tubo de acero en Brother Devon. Se reunieron nuevamente en Slammiversary, con Team 3D consiguiendo la victoria en esta ocasión. Con los equipos empatados en 1-1 (y Brother Runt regresando a la acción en el ring), Team 3D desafió a The James Gang a que encontraran a un compañero y enfrentarlos (Brother Runt incluido) a una lucha en parejas de seis hombres en Victory Road. Mientras que Team 3D esperaba que buscaran a alguien de su familia (por ejemplo, "Bullet" Bob Armstrong), The James Gang "hizo un trato con el diablo" y pagó a James Mitchell para tener a Abyss con ellos en su equipo. The James Gang y Abyss ganaron la lucha después de que Abyss le aplicó un «Black Hole Slam» a Brother Runt sobre una mesa.

#### Voodoo Kin Mafia (2006–2008)
En la edición del 2 de noviembre de Impact!, Kip y B.G. James irrumpieron una promo anunciando que estaban abandonando la empresa debido a una frustración. Durante el promo, BG James afirmó que la TNA había administrado mal su carrera, y cuando Kip intentó hablar en el micrófono, lo sacaron del aire. Ambos intentaron usar los micrófonos de los comentaristas para hablarle al público, pero de pronto el programa se fue a comerciales.
En noviembre de 2006, ambos empezaron a tener una actitud muy rebelde, haciendo continuas referencias a D-Generation X, Vince McMahon y la WWE, cambiando el nombre de la pareja a Voodoo Kin Mafia; en referencia a las iniciales del propietario de la WWE, Vincent Kennedy McMahon, declarando una guerra a Paul Levesque, Michael Hickenbottom y Vincent K. McMahon (Triple H, Shawn Michaels y Vince McMahon). VKM se declararon victoriosos en su "guerra" durante una promo en Final Resolution citando la negativa de WWE a reconocer su presencia cuando fanes corearon gritos de "TNA" y "VKM" durante el episodio del 8 de enero de WWE Raw.
El 21 de febrero de 2008, Kip traicióno a su compañero al golpearlo a él y a su padre con una muleta en un combate por los títulos en parejas contra A.J. Styles & Tomko, acabando así con el equipo.
El escritor creativo de TNA Vince Russo afirmó que el gimmick de Voodoo Kin Mafia fue terminado por respeto a Triple H, quien se encontraba lesionado en el momento.

### WWE (2012–2015)

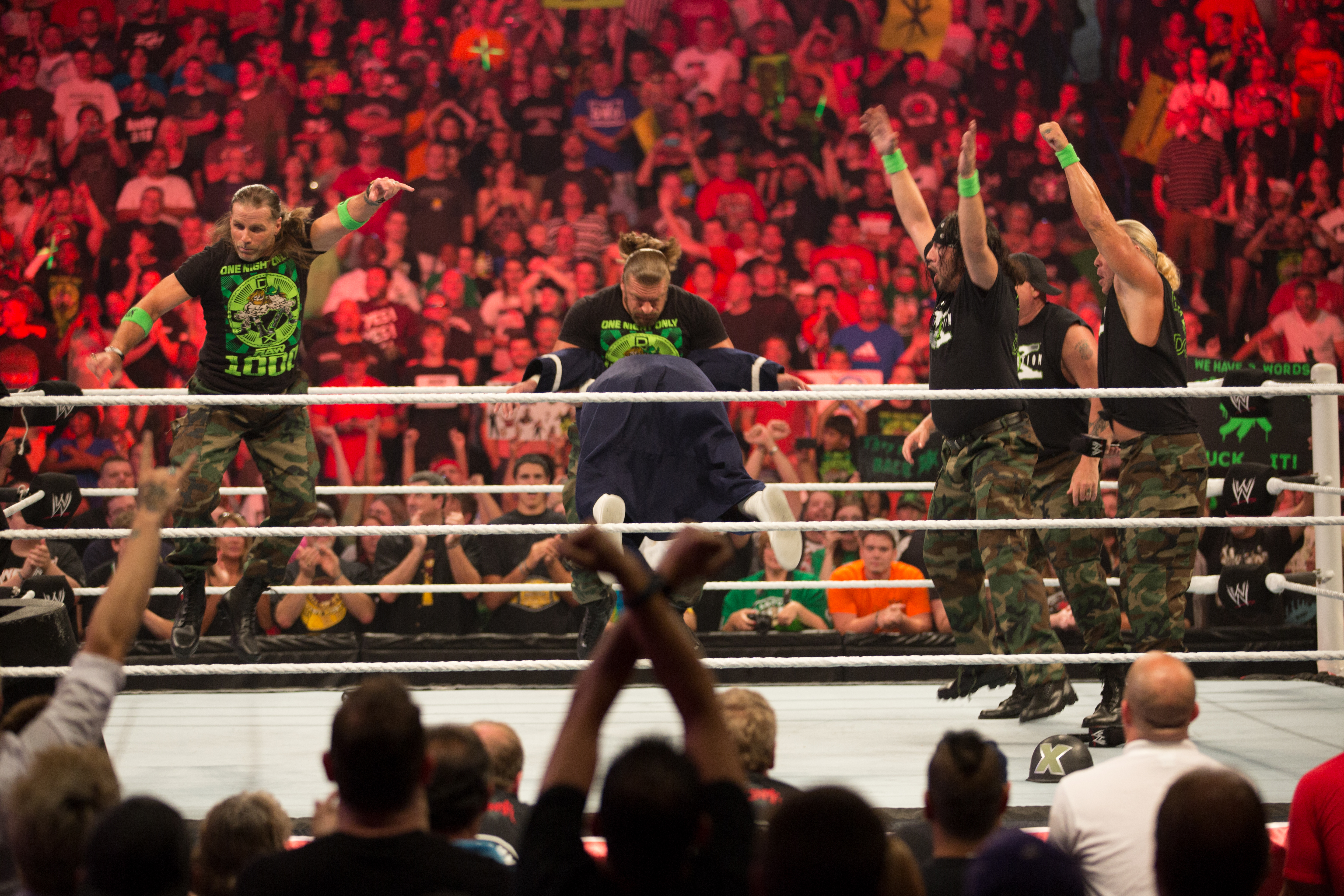
Los Outlaws durante la reunión de D-Generation X en el Raw 1000.

El 23 de julio de 2012, los New Age Outlaws regresaron a la WWE en el episodio número 1000 de Raw, volviendo a unirse con X-Pac, Shawn Michaels y Triple H para reformar D-Generation X por una noche. El 17 de diciembre, Billy Gunn y Road Dogg aparecieron para presentar a los nominados al mejor Regreso del Año en la edición de los Slammy Awards 2012. El 4 de marzo de 2013 en el RAW Old School hizo pareja de nuevo con Road Dogg donde se enfrentaron a Primo y Epico, saliendo victoriosos. 
El 6 de enero de 2014 hicieron un nuevo regreso en Old School Raw apareciendo junto a CM Punk atacando a The Shield, quienes iban a atacar a Roddy Piper. En la edición del 13 de enero de Raw hicieron equipo con CM Punk contra The Shield, pero los Outlaws traicionaron a Punk, cambiando a heel. Tras eso, empezaron una rivalidad con los Campeones en Parejas de la WWE Cody Rhodes & Goldust. Su rivalidad les llevó a un combate en Royal Rumble donde los Outlaws ganaron los títulos. Este es su primer reinado con estos particulares títulos, su sexto reinado en parejas en la WWE, y su primero en más de 14 años, marcando el tiempo más largo entre reinados en la historia de WWE.
Posteriormente defendieron dos veces sus títulos ante los campeones anteriores en las ediciones de Raw del 27 de enero (derrotados por descalificación por la intervención de Brock Lesnar) y en la edición del 3 de febrero, en un Steel Cage Match. En Elimination Chamber, los Outlaws defendieron con éxito sus títulos contra The Usos. En el episodio del 3 de marzo de Raw, los Outlaws perdieron los títulos ante The Usos en una revancha. En WrestleMania XXX lucharon junto con Kane ante The Shield siendo humillados y rápidamente derrotados. Después de la pelea Billy Gunn se lesionó. Regresaron en el 2015, en la edición del 19 de enero de Raw defendiendo al nWo cambiando a face, más tarde, en el mismo evento, se anunció que ellos se enfrentaría a The Ascension en Royal Rumble, donde The New Age Outlaws fueron derrotados.

## En lucha
- Movimientos finales en equipo
  - Double flapjack seguido de un hangman – 1997-1998
  - Aided piledriver
- Managers
  - The Honky Tonk Man
  - Roxxi Laveaux
  - Triple H
  - Chyna
  - Lance Hoyt

## Campeonatos y logros
- Maryland Championship Wrestling
  - MCW Tag Team Championship (1 vez)[12]

- Total Nonstop Action Wrestling
  - Feast or Fired  (2007 – contrato por el World Tag Team Championship) - B.G. James

- TWA Powerhouse
  - TWA Tag Team Championship (1 vez)[13]

- World Wrestling Federation/WWE
  - WWF Hardcore Championship (3 veces) -  Road Dogg (1) y Billy Gunn (2)[14]
  - WWF Intercontinental Championship (2 veces) – Road Dogg (1) y Billy Gunn (1)[15]
  - WWE Tag Team Championship (1 vez)
  - World Tag Team Championship (5 veces)[16][17][18][19][20]

- Pro Wrestling Illustrated
  - Equipo del año (1998)[21]
  - PWI los situó en el #43 de los Top 100 Tag Teams de los años de PWI en 2003[22]